# 豊閏県 (山西省)
豊閏県（ほうじゅん-けん）は、中華人民共和国山西省にかつて存在した県。現在の呂梁市嵐県南部に相当する。
621年（武徳4年）に設置され、翌年廃止された。